# الدكتور أمون

الدكتور أمون

الدكتور أمون هو إحدى شخصيات الأنمي الشهير جريندايزر وهو والد دايسكي بالتبني، وهو المشرف على القاعدة الأرضية والتي تسمى مركز أبحاث الفضاء. يرصد مركزه الأجسام التي تخترق الأرض[ ؟ ] ويصدر الدكتور أمون الأوامر للدفاع عن الأرض ومقاتلة الأشرار. له الكثير من الفضل في الدفاع عن الأرض حيث أنه الذي صنع كل من دبل سبيزر والسلاح المائي والسلاح الثاقب.